# Paragaleodiscus aflagellatus
Genre
Espèce
Paragaleodiscus aflagellatus, unique représentant du genre Paragaleodiscus, est une espèce de solifuges de la famille des Galeodidae.

## Distribution
Cette espèce est endémique du Yémen.

## Publication originale
- Birula, 1941 : Contribution to the fauna of Solifugae of Yemen. Archives du musée zoologique de l'université de Moscou, vol. 6, p. 245-258.